# Dean Austin
Dean Austin (ur. 26 kwietnia 1970 w Hemel Hempstead) – angielski piłkarz, który występował na pozycji obrońcy, a także trener.
W Premier League rozegrał 124 spotkania.